# Поляков, Андрей Андреевич
Андрей Андреевич Поляков (род. 6 марта 1959 года в Сумах) — советский и украинский русскоязычный писатель общественный деятель, журналист, член Национального союза писателей Украины.

## Биография
В 1976—1980 годах учился в Сумском педагогическом университете на филологическом факультете.
Работал воспитателем в Веретиновской школе-интернате, руководил литературной студией при дворце детей и юношества в Сумах, занимался коммерческой деятельностью, затем — изготовлял изделия из керамики. Работал журналистом в газете «Панорама».
В начале 80-х в Сумах, при магазине «Мелодия» открылся клуб, вокруг которого начали собираться творческие люди. Вместе с друзьями организовывал выступления поэтов и бардов. Внёс вклад в литературное и бардовское движение в областном центре.
В 1981 году при Дворце пионеров и школьников организовал детскую литературную студию.
В настоящее время — руководитель литературной студии «Крылья» Александровской гимназии и сумской областной литературной студии «Лит-ра.сom», которая организовалась по личной инициативе Андрея Полякова. Руководитель первичной организации Национального культурно-просветительского общества «Русское собрание».
Впервые стихи Андрея Полякова появились на страницах сумских газет в 1984 году. Это были произведения не начинающего, а человека с поэтическим восприятием действительности и профессиональным её отражением. Любовь к литературе Полякову привила мать — Зоя Семёновна. А уже профессиональные навыки расширились и углубились в литературной студии «Зажинок» при сумской молодёжной газете «Красный луч», которой в разные годы руководили Павел Охрименко и Василий Чубур. Положительно сказались на профессиональном становлении Андрея Полякова и обучение на филологическом факультете и занятия в институтской студии «Орфей».
Имея профессиональную базу, он с дебютанта сразу же подошёл к когорте молодых поэтов. В том же 1984 году его стихотворение было напечатано в альманахе «Паруса» (Киев). Через два года в «Парусах» уже был помещён сборник стихов, и тогда же — в альманахе «Истоки» (Москва, 1986). С тех пор Андрей Поляков в поэзии разрабатывал и одну тему, которая с годами стала направлением его творчества — путь к себе. Создавая поэтические образы, он всегда возвращает взгляд в мир внутреннего «я» и отражение окружающего мира. Стихам Андрея Полякова присущи также лиризм, искренность, человеческая доброта.

## Общественная деятельность
Член Международного объединения свободного творчества «Мост».
Автор и продюсер проекта «Сумщина творческая. Культура и искусство», в рамках которого происходят литературные выступления на областном радио, литературно-музыкальные вечера в библиотеках, школах, ВУЗах и других культурных площадок города, а также выпускаются литературные страницы в газетах, альманахах и журналах.
Организатор межрегиональных мероприятий: Всеукраинских Александровских чтений, в соавторстве с поэтессой Маргаритой Москвичёвой — «Гусарской баллады» и «Литературного десанта Москва-Сумы».

## Награды
В 2001 году получил премию имени Николая Ушакова, присуждаемую за лучшую книгу стихов на русском языке. В 2005 году стал лауреатом Всеукраинского литературного конкурса журнала «Радуга».
В 2013 году стал лауреатом Международного поэтического конкурса «Премия Неизвестного читателя» и Международного многоуровневого конкурса им. де Ришельё. В том же году вошёл в «Золотую десятку» ежегодного рейтинга «ТОП-50» для сумчан, внёсших особый вклад в развитие культуры.
Награждён дипломом Российского центра международного научного и культурного сотрудничества при МИД России «Росзарубежцентр» (с 2007 года — фонд «Русский мир») за вклад в развитие русской литературы.

## Сборники
- Лицом к любви (1992);
- Дом (1996);
- Пришла пора /Тороки. Книги в книге. — Вып. I. (1996);
- Семь дней (2000);
- Посох (2005);
- Возвращение (2010).